# Giuseppe Appiani

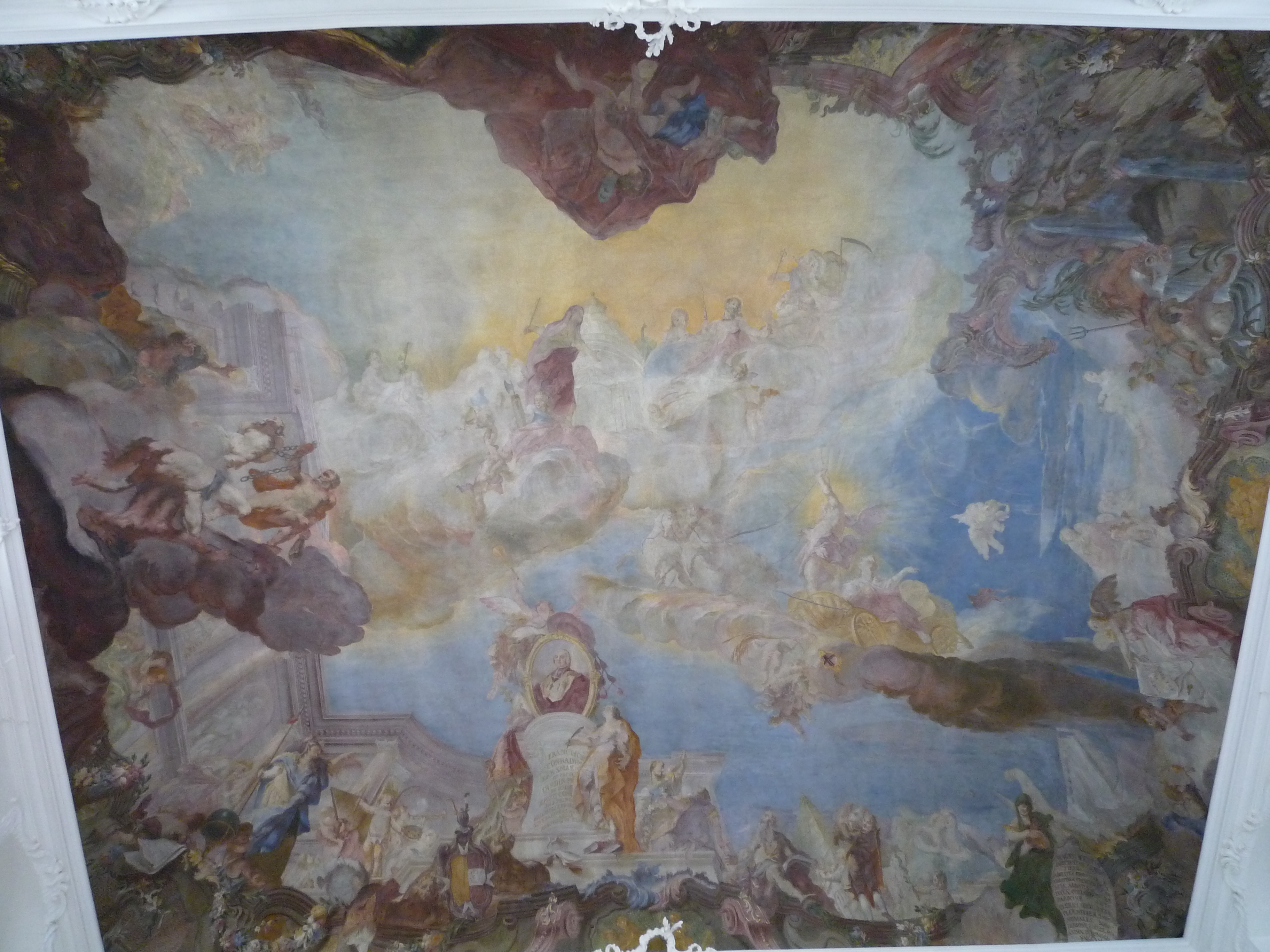
Allegoria, Neues Schloss, Meersburg (1760)

Giuseppe Ignazio o Joseph Ignaz Appiani, o Appiano (Monaco di Baviera, 16 ottobre 1706 – Triefenstein, 19 agosto 1785), è stato un pittore, disegnatore e incisore italiano attivo principalmente in Germania.

## Biografia
Nella fase iniziale della sua carriera artistica, lo stile di Appiani rivela l'influenza dei pittori della scuola lombarda e di artisti veneziani, quali Giambattista Tiepolo. Trasferitosi, ancor giovane, in Baviera, conobbe e fu influenzato da altri pittori italiani, quali Carlo Innocenzo Carloni e Jacopo Amigoni. 
Operò soprattutto a Würzburg, Saarbrücken, dove fu pittore di corte, Arlesheim (1760), Meersburg (1760) e Magonza, dove visse a partire dal 1745 e dove divenne un importante pittore di corte.
Eseguì principalmente rappresentazioni di soggetti cristiano-religiosi e mitologici. Realizzò anche incisioni, firmandosi Josephus Appianus.
Fu suo allievo Christian Georg Schütz.